# 鐵血保鏢
《鐵血保鏢》（英語：Safe Guards，原擬名《會友鏢局》），香港電視廣播有限公司清裝恩仇電視劇，全劇共25集，由馬浚偉及姚子羚領銜主演，並由黎耀祥、黃智賢、黎諾懿、郭峰、蔣志光、劉江及惠英紅聯合主演，監製為李添勝。

## 故事大綱
故事講述清朝同治年間，「會友鏢局」是杭州第一鏢局，全賴總鏢頭尚正堂（郭峰飾）刻意揚名立萬的成果。自從正堂繼承父業後，憑著其八面玲瓏的手腕，令鏢局生意愈做愈大，走鏢的路線貫通東西南北。奈何鏢局內強中乾，正堂計劃為自己捐官一事設宴款待官、商、賊三界，卻發現鏢局中人因屢屢欠債甚至託鏢不付賬而令鏢局入不敷支。三子智（馬浚偉飾）受命帶同鏢師火樣紅（麥長青飾）全力追債，頓時引起鏢局上下對智不滿，當中正堂長子忠（黎耀祥飾）欠債最巨，不僅自恃身分不肯還錢，更因智只是養子而視他為眼中釘。
智從小在正堂夫婦撫養下長大，因感念尚家養育之恩而竭力效忠鏢局。智勇雙全的他雖然屢次不負重託完成任務，但正堂仍然偏袒嫡出的長子忠，一直只安排智替忠等人善後。正堂因年事已高而物色繼承人選，唯經過連串事件後，眼見首選的忠為人莽撞而難成大器，庶出的次子孝（黃智賢飾）又與火樣紅之妻有染，四子義（黎諾懿飾）雖同為嫡出但放洋留學而且年紀尚輕，最後仍決意把大掌櫃之位傳給最值得信任的智。此舉令鏢局眾人大為震動，更引起孝及正堂長兄正鵬（劉江飾）的極力抵制。智幸得利祥鳳（姚子羚飾）不離不棄，忠在經歷生死劫難之後亦幡然悔悟，最終智在他們及三叔正文（蔣志光飾）支持下排除萬難接掌鏢局。
智為了解決鏢局的財政困難大力改革，引起鏢局上下反彈。曾留學外國的義認為隨著清政府籌劃修建鐵路，漕運將會取代傳統的陸路託鏢，智在他的啟發下亦決心發展漕運。但此際的大清國庫空虛，尚家要獲准發展漕運，必須以龐大的財力才可得到經營權。與此同時，一直不忿自己無法接掌鏢局的正鵬及孝亦在正堂死後不斷進行破壞，正鵬更以尚家長子的名義要求分家，希望瓦解鏢局。智要努力挽救鏢局，面對重重問題和阻力，內外交困……

## 演員表

### 尚家
| 演員   | 角色              | 背景／關係 |
| 馬浚偉 | 尚 智             | 阿智 真正的「鐵血保鏢」之一 會友鏢局四掌櫃→會友鏢局第四代大掌櫃（第20集） 尚正堂、鄭秀萍之養子 尚正鵬、成宇恆、尚正文、殷靜之侄兒 尚忠、尚孝之弟，尚義之兄 利祥鳳之夫 尚德之父 於第13集向祥鳳提親但被拒 於第19集與祥鳳成婚 於第25集與尚武、祥鳳共同撫養尚念孝 |
| 姚子羚 | 利祥鳳            | 祥鳳、阿鳳 溫州人 利勇、張璇之幼女 利祥祿之妹 為救兄曾跟溫州富家子劉大福拜堂 「利勇鏢局」女鏢師（第1集、第6集－第10集） 會友鏢局女鏢師（第4集－第5集） 鄭秀萍之近身婢女（第11集） 尚智之妻（第19集－第25集） 尚正堂、鄭秀萍之媳婦 在反抗孫鷹污辱時誤傷對方，因孫鷹死亡而被孫三豹追殺（第6－10集） 於第19集與尚智成婚 尚德之母 於第25集與尚智、尚武共同撫養尚念孝 |
| 黎耀祥 | 尚 忠 （尚武）    | 阿忠 真正的「鐵血保鏢」之一 會友鏢局二掌櫃→第三代大掌櫃（第20、21集） 尚正堂、鄭秀萍之長子 尚正鵬、成宇恆、尚正文、殷靜之侄兒 尚孝、尚義、尚智之兄 蔡巧琴之夫 尚大寶、尚小寶之父 蔡富之姊夫 起初看不起尚智並與其不和，於第18集重回尚家後與他和好 於第16集押運皇杠時遇上太平軍敗退劫鎮，逃難期間被認定已死，被朝廷追封為忠義侯，實情是換上了太平軍衣服逃過一劫，幸被尚智發現，但因已得到追封，所以喬裝和尚與正堂等人相見 於第17集－第25集以孿生兄弟「尚武」身份重返鏢局 於第20集獲正文授計，假意受正鵬和尚孝施壓接任大掌櫃，但隨即在接任大典上當眾傳位給尚智 於第25集與尚智、利祥鳳共同撫養尚念孝 |
| 黃智賢 | 尚 孝             | 本劇大反派 阿孝 前會友鏢局三掌櫃 尚正堂、裘麗裳之獨子 尚正鵬、成宇恆、尚正文、殷靜之侄兒 尚忠之弟，尚智、尚義之兄 尚念孝之親父 起初因自己是次子而且庶出，甘於擔當輔助角色，直到正堂明白尚忠難成大器，兩次透露有意傳位給他而開始野心膨脹 於第11集與曾艷娥有染，被火樣紅發現後謀害對方（第13集），因尚智拒絕為他隱瞞使他失去正堂信任（第14集），轉而聯同正鵬開始對付尚智等人 於第16集被派往蘇州分局工作 於第25集被逐出尚家，多年後屢次劫掠會友鏢局的鏢車，最后中箭受伤 同集得悉尚念孝的身世，以及聽到他和尚智等人的說话後感悔恨；一年後患咯血病身亡                                                |
| 黎諾懿 | 尚 義             | 阿義 會友鏢局四掌櫃（第21集） 尚正堂、鄭秀萍之幼子 尚忠、尚孝、尚智之弟 尚正鵬、成宇恒、尚正文、殷靜之侄兒 於第19集從外地留學歸來 |
| 郭 峰  | 尚正堂            | 會友鏢局第二代大掌櫃 會友鏢局第二代繼承人 鄭秀萍、裘麗裳之夫 尚正鵬之弟，尚正文之兄 尚忠、尚孝、尚義之父，尚智之養父 蔡巧琴、利祥鳳之老爺 於第18集宣布找回失散三十年的兒子「尚武」 於第19集病逝 |
| 雪 妮  | 鄭秀萍            | 會友鏢局第二代大掌櫃夫人 尚正堂之元配 尚正文之大嫂 尚忠、尚義之親母，尚智之養母 蔡巧琴、利祥鳳之婆婆 裘麗裳之天敵 |
| 劉 江  | 尚正鵬 （白正鵬） | 本劇終極大反派 會友鏢局首任大掌櫃正室年彩月之子，實為她未入門前與舊情人白昆仑所懷有之私生子（第25集） 成宇恆之夫 尚正堂、尚正文之無血緣關係兄長 尚忠、尚孝、尚智、尚義之大伯 會友鏢局前帳房先生 因一直不知自己身世而不忿鏢局由正堂接掌，希望弄垮鏢局；起初不斷挑撥尚忠和尚智關係，之後與失勢的尚孝合謀對抗尚智等人 於第16集被派往蘇州分局工作 於第21集捐官成為杭州府衙同知 於第25集得悉自己身世後中風 |
| 蔣志光 | 尚正文            | 尚正堂之智囊及顧問→會友鏢局二掌櫃（第21集） 尚正鵬、尚正堂之弟 殷靜之夫 尚忠、尚孝、尚智、尚義之三叔 |
| 惠英紅 | 殷 靜             | 殷教頭 會友鏢局首席女鏢師及武功師傅 尚正文之妻 尚忠、尚孝、尚智、尚義之三嬸 於第23集為幫助鏢局籌措款項，瞞著眾人以身犯險為貪官押運贓款，受貪官仇家伏擊身亡 |
| 劉桂芳 | 成宇恆            | 會友鏢局帳房夫人 尚正鵬之妻 尚正堂、尚正文之大嫂 尚忠、尚孝、尚智、尚義之伯娘 |
| 陳曼娜 | 裘麗裳            | 尚正堂之妾侍 尚正文之細嫂 尚孝之親母，尚忠、尚義之庶母 鄭秀萍之天敵 |
| 黃泆潼 | 蔡巧琴            | 阿琴 會友鏢局二掌櫃夫人 尚忠之妻 尚正堂、鄭秀萍之媳婦 尚孝、尚智及尚義之大嫂 尚大寶、尚小寶之母 蔡富之姊 |
|        | 尚大寶            | 尚忠、蔡巧琴之長子 |
|        | 尚小寶            | 尚忠、蔡巧琴之幼子 |
|        | 尚 德             | 尚智、利祥鳳之子 尚念孝之堂兄 |
| 馬俊榮 | 尚念孝            | 尚孝與曾艷娥之私生子 尚武、尚智、尚義之侄 尚德之堂弟 於第25集在母去世後，由尚武、尚智、利祥鳳共同撫養 |
| 楊嘉諾 | 錦 叔             | 尚家老僕人 |
| 林影紅 | 小 蘭             | 鄭秀萍之近身婢女 於第10集出嫁並離職 |
| 夏竹欣 | 婢 女             | 裘麗裳之婢女 |
| 伍濼文 | 婢 女             | 蔡巧琴之婢女 |
| 沈可欣 | 婢 女             | 成宇恆之婢女 |
| 張漢斌 | 家 丁             | |

### 利家
| 演員   | 角色   | 背景／關係 |
| 鄺佐輝 | 利 勇  | 利勇鏢局大掌櫃兼鏢師 溫州人 張璇之夫 利祥鳳、利祥祿之父 左跛足                                                                              |
| 陳嘉儀 | 張 璇  | 跌打師傅 利勇之妻 利祥鳳、利祥祿之母 |
|        | 利祥祿 | 溫州人 利勇、張璇之子 利祥鳳之兄 本為鏢師，因串通山賊劫鏢而被判死刑，祥鳳為救兄而嫁與劉大福，以聘金疏通官府，得以改為判囚終身（第13集提及） |
| 姚子羚 | 利祥鳳 | 阿鳳 利勇鏢局女鏢師 利勇、張璇之幼女 參見尚家                                                                                               |

### 會友鏢局
| 演員   | 角色   | 背景／關係 |
| 郭 峰  | 尚正堂 | 會友鏢局第二代大掌櫃 會友鏢局第二代繼承人 參見尚家 |
| 黎耀祥 | 尚 忠  | 二掌櫃→會友鏢局第三代大掌櫃（第20、21集） 參見尚家 |
| 馬浚偉 | 尚 智  | 四掌櫃→會友鏢局第四代大掌櫃（第20集） 參見尚家 |
| 蔣志光 | 尚正文 | 尚正堂之智囊及顧問→會友鏢局二掌櫃（第21集） 參見尚家 |
| 黎諾懿 | 尚 義  | 會友鏢局四掌櫃（第21集） 參見尚家 |
| 惠英紅 | 殷 靜  | 會友鏢局首席女鏢師及武功師傅 參見尚家 |
| 麥長青 | 火樣紅 | 快刀火樣紅 會友鏢局鏢師 曾艷娥之夫 對尚智忠心耿耿 於第13集發現妻子與尚孝姦情，之後在尚孝刻意隱瞞山東響馬一事之下，被安排押鏢經過響馬出沒的地方前往紹興，因而中箭重傷而歸，臨終前把妻子與尚孝有染一事告訴尚正堂 |
| 戴耀明 | 蔡 富  | 尚忠之舅仔 蔡巧琴之弟 於第9集左耳被山賊削掉 於第25集尚孝企圖劫鏢並殺死尚智時，放箭射中尚孝左腿把他趕走 |
| 黃智賢 | 尚 孝  | 會友鏢局前三掌櫃 參見尚家 |
| 劉 江  | 尚正鵬 | 會友鏢局前帳房先生 參見尚家 |
| 羅君左 | 泉 叔  | 帳房 |
| 何啟南 | 楊 堅  | 鎖喉槍 鏢師 |
| 李岡龍 | 劉 勝  | 鏢師 榮升總鏢頭（第15集） |
| 鄭家生 | 鐵馬騮 | 鏢師 |
| 麥嘉倫 | 阿 發  | 鏢師 |
| 游 飈  | 米 東  | 鏢師 |
| 黃澤鋒 | 米 南  | 鏢師 |
| 甘子正 | 米 西  | 鏢師 |
| 蒲茗藍 | 米 北  | 鏢師 |
| 何俊軒 | 鏢師   | |
| 陸駿光 | 鏢師   | |
| 陳建文 | 鏢師   | |
| 楊鴻俊 | 鏢師   | |
| 曾守明 | 鄭 進  | 鏢師 榮升鏢頭（第15集） |
| 梁健平 | 卓 豪  | 鏢師 因屢次在鏢局製造事端被撤職（第15集） |
|        | 打更六 | （第13集） |
| 魯 芬  | 阿 珊  | 見習女鏢師→女鏢師 於第23集跟隨殷靜為貪官押運贓款，遭遇伏擊身亡 |
| 葉凱茵 | 阿 玲  | 見習女鏢師→女鏢師 於第23集跟隨殷靜為貪官押運贓款，遭遇伏擊身亡 |
| 林淑敏 | 阿 貞  | 見習女鏢師→女鏢師 於第23集跟隨殷靜為貪官押運贓款，遭遇伏擊身亡 |
| 林敏儀 | 阿 芳  | 見習女鏢師→女鏢師 於第23集跟隨殷靜為貪官押運贓款，遭遇伏擊身亡 |
| 徐淑賢 | 阿 文  | 見習女鏢師 |

### 其他演員
| 演員   | 角色             | 背景／關係 |
| 朱婉儀 | 曾艷娥           | 火樣紅之妻 廣東人 擅長唱戲 跟尚孝有染（第11集），並懷有尚孝的骨肉（第12集） 尚念孝之母，於病逝前向尚家託孤（第25集） |
| 郭德信 | 曾艷娥之父       | 客棧老闆（第2集） 火樣紅之外父 |
| 趙樂賢 | 曾艷娥之弟       | 籌辦海味店（第2集） |
| 潘冠霖 | 小 紅            | 曾艷娥之近身婢女 |
| 華忠男 | 蔡巧琴及蔡富之父 | 尚忠之外父 |
| 蘇恩磁 | 蔡巧琴及蔡富之母 | 尚忠之外母 |
| 孫季卿 | 司徒大夫         | |
| 陳狄克 | 風水師           | |
| 陳狄克 | 相 士            | |
| 劉天龍 | 鏢 師            | 「大有鏢局」鏢師之一，受委託護送患咯血病女子回鄉，因害怕自己被傳染而半路拋棄她，被尚智斥責（第1集） |
| 劉天龍 | 釣魚郎           | |
| 李啟傑 | 鏢 師            | 「大有鏢局」鏢師之一，受委託護送患咯血病女子回鄉，因害怕自己被傳染而半路拋棄她，被尚智斥責（第1集） |
| 李啟傑 | 驛 夫            | |
| 張達倫 | 鏢 師            | |
| 盧永匡 | 鏢 師            | |
| 王基信 | 鏢 師            | |
| 張智軒 | 鏢 師            | |
| 鍾建文 | 鏢 師            | |
| 賀文傑 | 鏢 師            | |
| 賀文傑 | 囚 犯            | 由尚正鵬和尚孝安排假冒劉大福欺騙尚智，簽下無效的和離書與利祥鳳「解除婚約」（第18集） |
| 黃子衡 | 鏢 師            | |
| 黃子衡 | 周 挺            | |
| 吳幸美 | 年青女子         | 患咯血病，被原本委託護送的鏢師拋棄，由尚智以重酬改聘利勇鏢局接替護送工作（第1集） |
| 趙永洪 | 烏鴉寨少主       | 妻子被尚忠調戲，在烏鴉寨劫鏢後被火樣紅擄走，逼寨主談判（第1集） |
| 李海生 | 烏鴉寨寨主       | 因媳婦遭尚忠調戲而劫走鏢車，由尚智簽下「人情債」來換回貨物（第1集） |
| 葉 暐  | 趙光宗           | 趙老鏢師之子（第3集） 育有二個兒子 |
| 黎秀英 | 趙光宗之母       | 趙老鏢師之遺孀（第3集） |
| 黎秀英 | 媒 婆            | 為尚家所聘（第13集） |
| 蘇麗明 | 趙光宗之妻       | 趙老鏢師之媳婦（第3集） 育有二個兒子 |
| 楊證樺 | 朝 奉            | 杭州興福號押店（第3集） |
| 許明志 | 街 坊            | |
| 許明志 | 山 賊            | |
| 曾梓明 | 街 坊            | |
| 羅天池 | 夜冷舖老闆       | （第4集） |
| 何慶輝 | 酒樓掌櫃         | |
| 招石文 | 游老闆           | （第5集） |
| 胡麒豐 | 孫 鷹            | 少當家、鷹少 孫三豹之子 被利祥鳳誤傷（第6集） |
| 谷 峰  | 趙大熊           | 五義堂大當家（第6集出場） |
| 曾健明 | 錢二虎           | 五義堂二當家（第6集出場） |
| 鄭子誠 | 孫三豹           | 五義堂三當家（第6集出場） 孫鷹之父 |
| 黃文標 | 李四根           | 五義堂四當家（第6集出場） |
| 魏惠文 | 周五忠           | 五義堂五當家（第6集出場） |
| 王維德 | 全 貴            | 孫三豹手下 在五義堂與會友鏢局即將火拼，孫三豹以利祥鳳父母威脅她時，為平息紛爭承認因懷孕妻子被孫鷹姦污後羞愧自盡，故而在祥鳳誤傷孫鷹後手刃他（第10集，當中全貴手中亡妻遺書信封上誤寫其名為「祥貴」） |
| 裘卓能 | 阿 德            | 孫三豹手下 |
| 卓 躒  | 阿 倫            | 孫三豹手下 |
| 郭卓樺 | 癩痢頭           | 五義堂弟子 |
| 張榮祥 | 阿 流            | |
| 鄧超友 | 阿 柔            | |
| 吳彰鵬 | 阿 安            | |
| 湯俊明 | 山 賊            | |
| 高皓正 | 山 賊            | |
| 趙敏通 | 山 賊            | |
| 寧 進  | 山 賊            | |
| 湯展維 | 山 賊            | |
| 翟兆麟 | 山 賊            | |
| 黃梓瑋 | 婦 人            | |
| -      | 黃鏢師           | 順源鏢局鏢師（第8集） |
| 蔡康年 | 阿 平            | 平安客棧老闆（第8-9集） |
| 黎銘諾 | 靚艷紅           | 曾是男花旦 被尚忠暫僱（第12集） |
| 凌禮文 | 千總大人         | 曾向尚孝示警有山東響馬在杭州前往紹興途中出沒，後在尚智求問下告知此事（第13-14集） |
|        | 三弦樂師         | 評彈雙檔男藝人（第13集） |
|        | 琵琶樂師         | 評彈雙檔女藝人（第13集） |
| 何婷恩 | 楊堅之妻         | （第15集） |
| 羅樂林 | 駱秉章           | 封疆大吏，與尚正堂有交情 于第16集出場，在正堂請求下把勞軍皇杠交託會友鏢局運送，並在得悉尚忠死訊後向朝廷請求為他封侯 于第18集收下尚家贈銀後，出席尚家的宴會，從而確認尚忠作為「尚武」的新身分 于第21集調往四川 于第19集為正堂所立遺囑作見證，並於第25集當眾宣读遺囑                                                                 |
| 蕭徽勇 | 輝 哥            | 溫州村民（第16集） |
| 潘 標  | 難 民            | （第16集） |
| 王俊棠 | 太平軍將領       | （第16集） |
| 梁烈唯 | 劉大福           | 原溫州富家子，跟利祥鳳拜過堂的掛名丈夫，成親當晚因嗜賭輸光家財而避債逃走（第13集提及），又因賭債屢犯官非而輾轉流落涼州和紹興等地（第16及19集提及） 曾剪辮假扮太平軍以避禍，被尚忠窺見（第16集） 受尚正鵬與尚孝收買而隱藏起來，並在尚智與祥鳳成婚當日現身企圖告發尚智拐帶民婦，被尚武（尚忠）認出並指稱是太平軍餘黨而被捕（第19集） |
| 劉冠雄 | 王大人           | （第18集） |
| 潘卓明 | 陳大人           | （第18集） |
| 江 漢  | 李總兵           | 總兵大官（第19集） |
| 傅劍虹 | 文遠來           | 杭州把總大人（第19集） |
| 艾 威  | 姚文廣           | 杭州鹽道衙門官員，駱秉章之知己（第21集出場） 為官清廉而備受排擠，在漕運改為民辦一事上屢遭刁難，最後在尚正文指點下成功說服慶親王批出漕運經營權予會友鏢局（第22-24集） |
| 伍秉君 | 官 員            | |
| 張俊平 | 官 員            | |
| 何文進 | 官 員            | |
| 陳佳琳 | 官 員            | |
| 曾雨和 | 官 員            | |
| 江嘉俊 | 程師爺           | 杭州衙門師爺（第20集） |
| 鄧汝超 | 毛老爺           | 商人（第20集） 尚正文之友 |
| 劉深宜 | 僕 人            | |
| 劉深宜 | 家 丁            | |
| 詹秀君 | 下 人            | |
| 詹秀君 | 婢 女            | |
| 陳勉良 | 陳老闆           | 縮骨陳 杭州月生銀號掌櫃（第21-22集） |
| 陳榮峻 | 朱老闆           | 杭州八大銀號掌櫃之一（第21-22集） |
|        | 關老闆           | 杭州八大銀號掌櫃之一（第21-22集） |
|        | 常老闆           | 杭州八大銀號掌櫃之一（第21-22集） |
| 簡新銳 | 銀號掌櫃         | |
| 忻逸雄 | 管 家            | |
| 鄭世豪 | 獄 卒            | |
| 黃俊紳 | 獄 卒            | |
| 魯振順 | 慶親王           | （第24集） |
| 何慶輝 | 慶親王使從       | （第24集） |
|        | 割草大叔         | （第25集） |
|        | 曹老闆           | （第25集） |

## 劇集細節與史實比較
- 劇集背景設定為同治年間，但當中屢次出現干支年份與劇集時間設定不符的情況：

1. 第1集與第4集中出現了由恭親王代表太后題字的牌匾，上款為「甲申年桂月」（甲申年八月）；第6集鏢箱封條上則寫有「甲辰年五月十日」的日期。歷史上，甲申年對應道光四年（1824年）或光緒十年（1884年），而甲辰年則對應道光二十四年（1844年）或光绪三十年（1904年），兩者均非同治年間。即使不理會史實，甲申年與下一個甲辰年按干支排序亦相隔二十年。
2. 第19集中劉大福手持與利祥鳳的婚書大鬧尚智婚宴，並說出與利祥鳳於「丁未年十月初八」成婚。按劇集時間設定，歷史上同治一朝之前最接近的丁未年為道光二十七年（1847年），與同治元年（1862年）相隔十五年。因此除非利祥鳳於童年即嫁給劉大福，或年近三十才與尚智成親（清代女子婚齡約為十四至二十歲，一般不晚於二十五歲[1]），否則亦不符合當事人的年齡設定。第20集講述駱秉章宣讀尚正堂遺囑，言明遺囑立於「丁未年八月初九」，同樣犯下上述時間錯誤（歷史上1847年之後的丁未年為1907年，即光緒三十三年）。
3. 第20集講述駱秉章宣讀尚正堂三年前所立的遺囑後，向眾人出示當年尚正鵬生父的信件，並指出信封上的郵票為「五十年前」道光年間的「大黃龍郵票」。歷史上，世界上第一枚邮票發行於1840年5月的英國（即「黑便士」），對應大清道光二十年。中國的第一張郵票是大清郵政在1878年（光緒四年）試辦時發行的大龍郵票。即使以鴉片戰爭後五口通商起計（1842年，近代外国邮政自此传入中国），「五十年後」對應年份約莫在1892年（光绪十八年），並非同治年間。

- 杭州作為浙江省會以及京杭運河的終點，在咸豐與同治年間成為清軍與太平軍反覆爭奪的重地。杭州城於咸豐十一年（1861年）落入太平軍手中，直至同治三年（1864年）二月才被清軍收復，城區亦因久經戰火而大受破壞。因此若劇集時間線設定於「同治初年」（對應劇中駱秉章調往四川的時間），杭州城理應在太平軍手中，亦難以出現劇中安定繁華的狀況。
- 歷史上駱秉章於咸豐年間任湖南巡撫督辦軍務對抗太平軍，在咸豐十一年（1861年）已經調任四川總督，此後在同治年間一直在四川任事，直至同治六年（1867年）死於任上，因此他在往四川赴任前不大可能出現在太平軍正佔據的杭州府或杭州城中。第20集提及尚智應朝廷之約前赴上海參加擊敗太平軍的慶典（按理應在湘軍攻入天京後，即不早於同治三年），而第21集才提及駱調往四川，同樣與史實不符。

## 收視

### 香港收视
以下為該劇於香港無綫電視翡翠台之收視紀錄：
| 週次 | 日期                  | 平均收視 |
| 1    | 2006年2月27日-3月3日  | 29點     |
| 2    | 2006年3月6日-3月10日  | 30點     |
| 3    | 2006年3月13日-3月17日 | 31點     |
| 4    | 2006年3月20日-3月24日 | 32點     |
| 5    | 2006年3月27日-3月31日 | 34點     |

### 广州收视
| 集数 | CSM合计 | 集数  | AGB省网 | AGB市网 | AGB合计 |
| ---- | ------- | ----- | ------- | ------- | ------- |
| 1-2  | 18.36   | 1-5   |         |         |         |
| 3-25 | 20.13   | 6-10  | 8.4     | 9.5     | 17.9    |
|      |         | 11-15 | 8       | 9.6     | 17.6    |
|      |         | 16-20 | 8.6     | 10.2    | 18.8    |
|      |         | 21-25 | 8.7     | 10.8    | 19.5    |

## 外部連結
- 無綫電視官方網頁 - 鐵血保鏢

| 天幕下的戀人 -3月17日      | 天幕下的戀人 -3月17日                                | 人生馬戲團 3月20日-                                  | 人生馬戲團 3月20日-       |
| 上一套： 施公奇案 -2月26日 | 翡翠台第二綫劇集 鐵血保鏢 2月27日-3月31日 9:00-10:00 | 翡翠台第二綫劇集 鐵血保鏢 2月27日-3月31日 9:00-10:00 | 下一套： 潮爆大狀 4月3日- |
| 覆雨翻雲 -2月25日          | 棟篤狀王 2月27日-                                    | 棟篤狀王 2月27日-                                    | 棟篤狀王 2月27日-         |

| 香港無綫電視翡翠台 星期一至五 11:45-12:40                                               | 香港無綫電視翡翠台 星期一至五 11:45-12:40   | 香港無綫電視翡翠台 星期一至五 11:45-12:40 |
| --------------------------------------------------------------------------------------- | ------------------------------------------- | ----------------------------------------- |
|                                                                                         | 鐵血保鏢 （2013.01.02 - 2013.02.06）        |                                           |
| 你們我們他們 （2012.12.14 - 2012.12.20） 聖誕及新年特備節目 （2012.12.21 - 2013.01.01） | LovingYou我愛你 （2013.02.07 - 2013.02.08） |                                           |

| 香港、 马来西亚 千禧经典台 星期一至五 06:00-07:00（香港时间） · 06:04-07:04（马来西亚时间） | 香港、 马来西亚 千禧经典台 星期一至五 06:00-07:00（香港时间） · 06:04-07:04（马来西亚时间） | 香港、 马来西亚 千禧经典台 星期一至五 06:00-07:00（香港时间） · 06:04-07:04（马来西亚时间） |
| ------------------------------------------------------------------------------------------- | ------------------------------------------------------------------------------------------- | ------------------------------------------------------------------------------------------- |
|                                                                                             | 鐵血保鏢 （2023年7月5日 - 2023年8月8日）                                                    |                                                                                             |
| 血薦軒轅 （2023年5月15日 - 2023年7月4日）                                                   | 封神榜 （2023年8月9日 - 2023年10月3日）                                                     |                                                                                             |

1. ↑  王跃生.  (PDF). 中国社会科学院人口与劳动经济研究所专题论文. 2000  [2024-09-10]. （原始内容存档 (PDF)于2024-09-10）. 在18世纪中后期的清代社会中，女性初婚年龄集中在20岁以下。......按照明清时期官方的规定，女14岁即可婚配。......无论南方还是北方，女性 25 岁以上结婚者均是个别现象......。